# Großes Moor (Sassenburg)
Das Große Moor in Sassenburg ist Teil des nordwestdeutschen Hochmoorbezirks, der sich auf den eiszeitlich geprägten Geestgebieten von den Niederlanden bis zur östlichen Grenze Niedersachsens erstreckt. Das Moor umfasste ursprünglich eine Fläche von ca. 5.800 ha mit nahezu 5.000 Hektar Hochmoor und einen kleineren Anteil an Niedermoor. Die Torfschicht  erreicht stellenweise eine Mächtigkeit von fast 6 Metern. Einzelne Teilbereiche tragen eigene Namen, wie etwa Stüder-Moor, Hestenmoor oder Weißes Moor.

## Lage
Das Moor liegt zum allergrößten Teil in der Gemeinde Sassenburg (Landkreis Gifhorn). Im Osten wird es vom Elbe-Seiten-Kanal begrenzt. Im Süden liegt der  Ortsteil Triangel, im Westen reicht das Moor bis Wesendorf. Im Norden befindet sich die Gemeinde Schönewörde. Der ursprünglich als Moorkolonie gegründete heutige Sassenburger Ortsteil Neudorf-Platendorf, dessen Dorfstraße mit rund sechs Kilometern Länge die längste gerade Ortsdurchfahrt Niedersachsens ist, reicht von Süden in das Moor hinein.

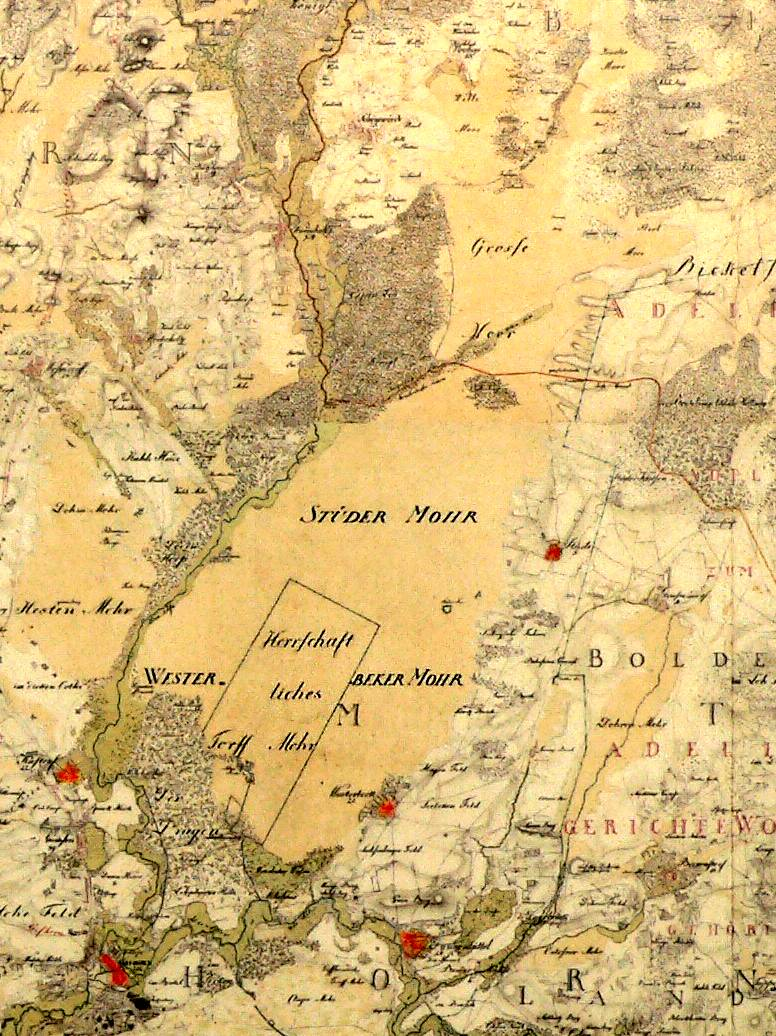
Karte des Großen Moors von 1780

Das Große Moor füllt die Talmulde der Ise auf einer Länge von 15 km und einer Breite zwischen 2 und 6 km. Etwa 49 km² der ursprünglich 58 km² des Moores sind heute noch erhalten. Sie befinden sich durch Torfabbau und Kultivierung in unterschiedlich stark degeneriertem Zustand.

## Urbarmachung und Nutzung
Bis zum Ende des 17. Jahrhunderts wurden nur die Randbereiche des Moores als Viehweiden und zum Torfabbau im bäuerlichen Handstich genutzt. Bis etwa 1870 war der mittlere und der nördliche Teil nahezu unberührt. Die Urbarmachung setzte ab 1795 im Süden mit den beiden auf dem Reißbrett entworfenen Moorkolonien Neu Dorf und Platendorf ein. Sie wurden jeweils als ein kilometerlanger, parallel laufender Straßendamm aus Richtung Gifhorn nach Nordosten in das Moor hineingebaut. Damit begann das Ausheben von Entwässerungskanälen und die industrielle Abtorfung, die nach 1945 ihren Höhepunkt erreichte. In den 1960er Jahren bestanden etwa 14 Torfwerke, die jährlich rund 60.000 Tonnen Brenntorf und 150.000 Tonnen Düngetorf förderten. Im Ortsteil Westerbeck befindet sich noch heute ein Torfwerk, das industriell Torfabbau betreibt.

## Flora und Fauna
1984 wurde ein Teilgebiet in der Größe von 2.720 ha unter Naturschutz gestellt. Es ist eines der größten Naturschutzgebiete in Niedersachsen. Hiervon ist eine Fläche von 2.630 ha zum Schutz der Großen Moosjungfer als FFH-Gebiet ausgewiesen, 2.617 ha wurden EU-Vogelschutzgebiet.  Durch Wiedervernässung soll ein Rückzugsgebiet für Pflanzen und Tiere geschaffen werden, die an Feuchtgebiete gebunden sind. Außerdem soll die Regeneration des Hochmoores gefördert werden. Es haben sich dort Pfeifengrasbestände, Moorheiden und Wollgrasbestände  ausgebildet.  Im Großen Moor gab es einst eine der größten Populationen des Birkhuhns in Deutschland.  1963 wurden noch 850 Birkhühner gezählt, 1982 nur noch 20 Exemplare und inzwischen gilt das Birkhuhn in diesem Gebiet als ausgestorben.
Im Großen Moor wurden bisher rund 150 Tier- und 40 Gefäßpflanzenarten festgestellt, die in Niedersachsen als gefährdet gelten, davon sind elf sogar vom Aussterben bedroht. Hier leben z. B.  Kreuzotter,  Kranich, Ziegenmelker, Heidelerche, Bekassine, Raubwürger und Schwarzkehlchen. Im Sommer 2003 begann in Regie des NABU Kreisverbandes Gifhorn ein Großsäuger-Beweidungsprojekt.  Auf einer Fläche von zunächst 30 ha wurden rückgezüchtete Auerochsen und Konikponys angesiedelt.  Die vorhandenen Grünlandbestände werden teilweise auch durch Moorschnucken beweidet und durch Mahd extensiv genutzt.

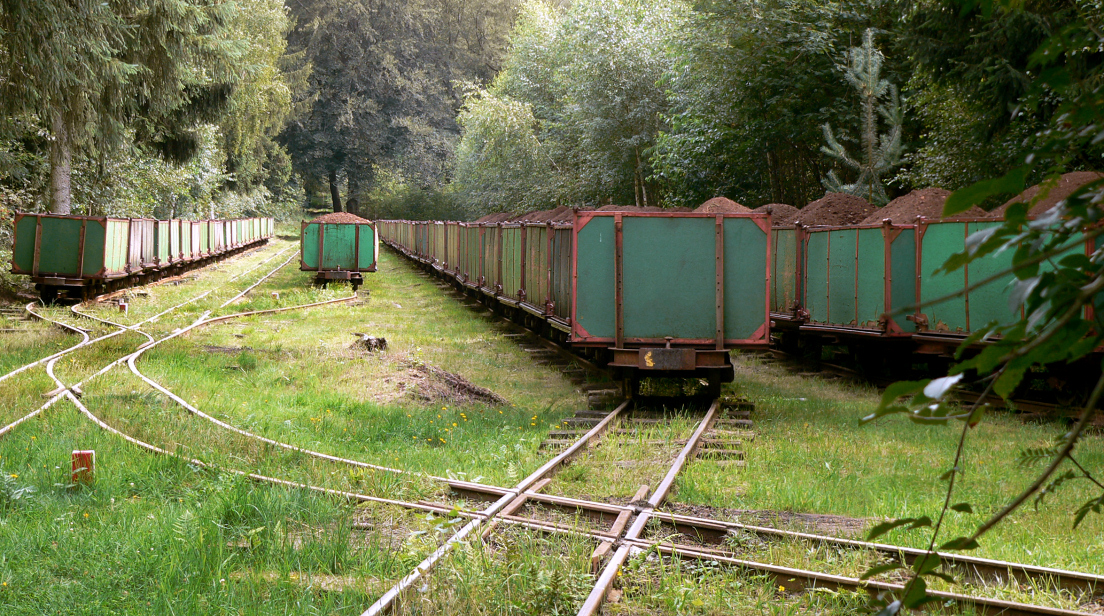
Torfbeladene Moorbahnloren bei Westerbeck
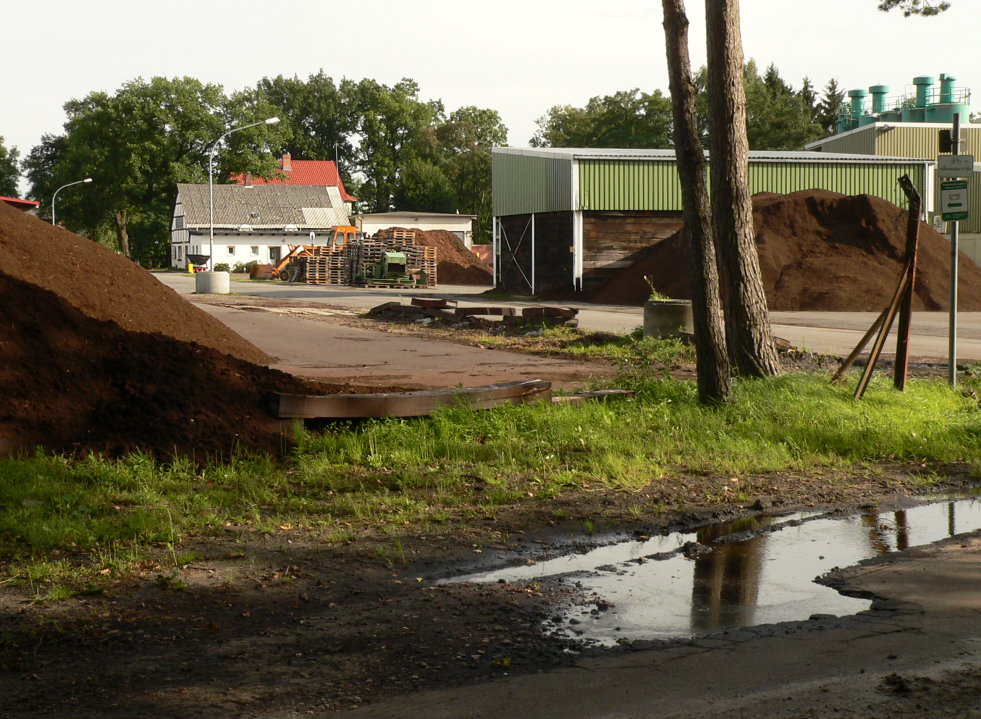
Torfverarbeitungsbetrieb in Westerbeck am Rande des Großen Moors
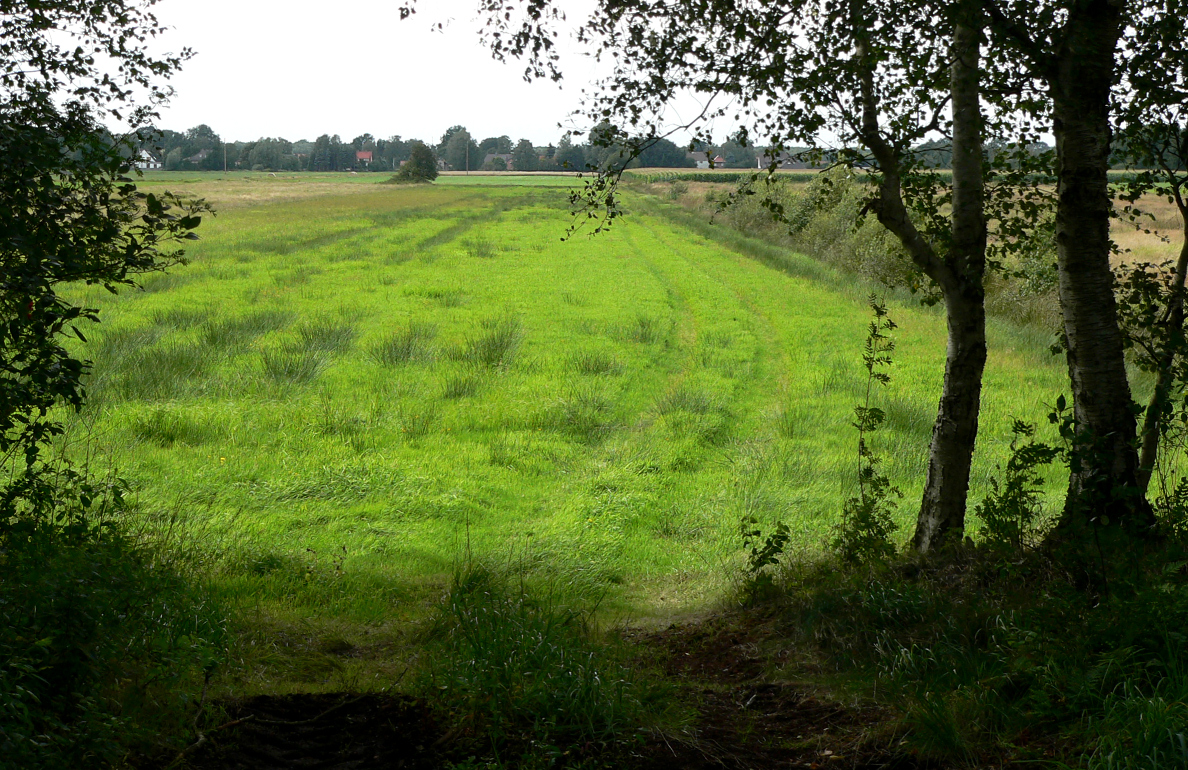
Abgetorfte Fläche, heute Wiese, im Hintergrund Neudorf-Platendorf
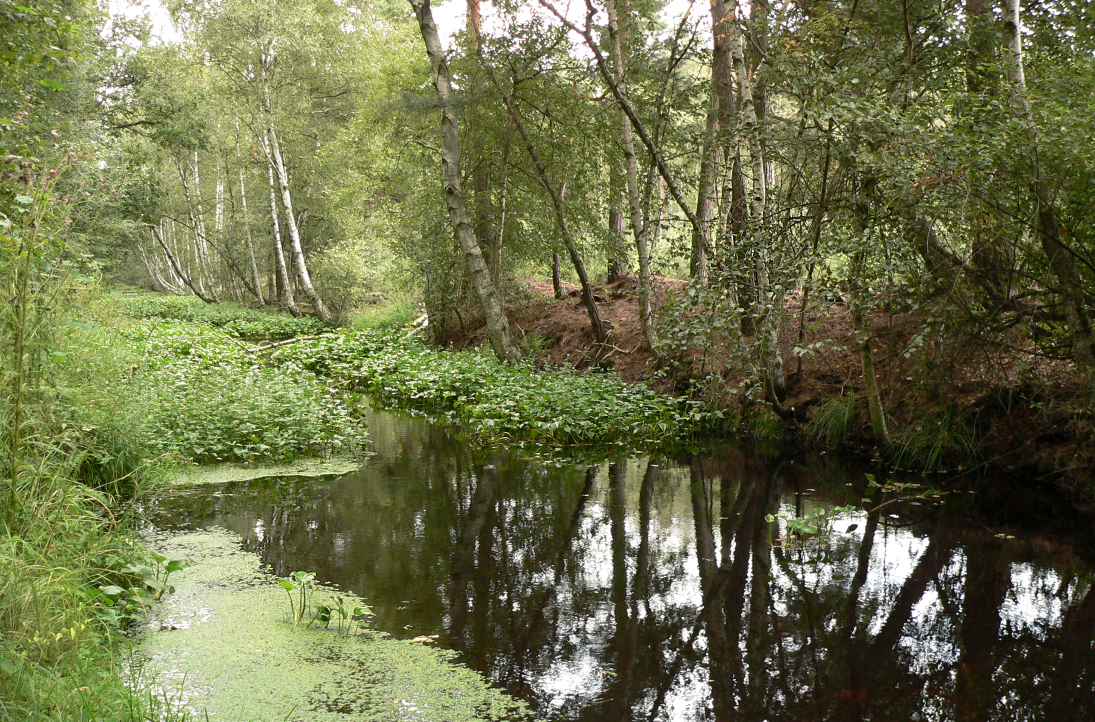
Entwässerungsgraben im Moor
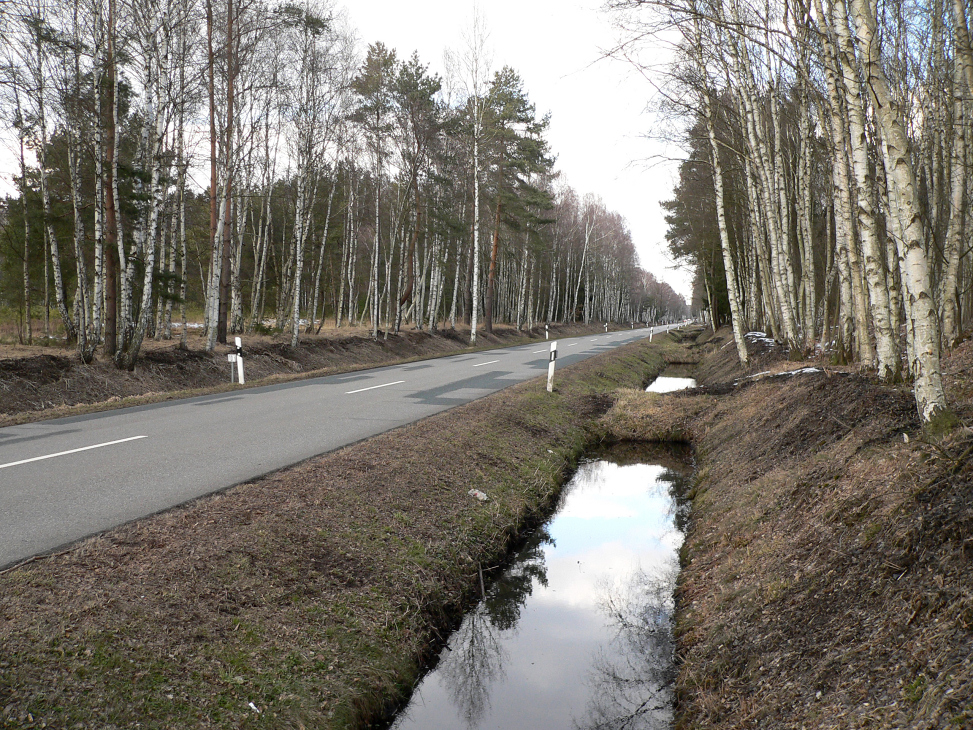
Schnurgerade Straße durch das Moor
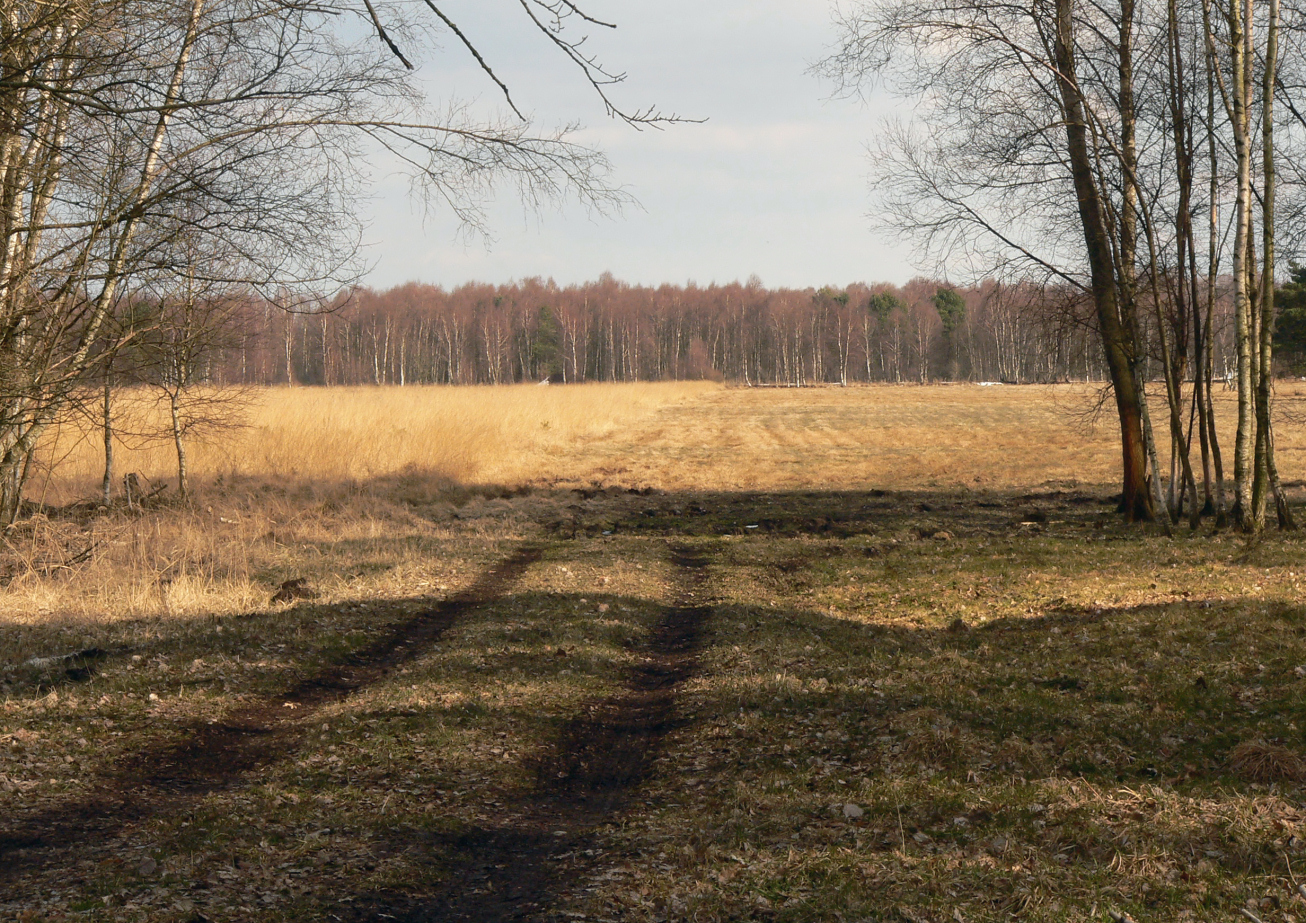
Blick in Richtung Moor

## Lehrpfad
Im Sassenburger Ortsteil Westerbeck beginnen  zwei Lehrpfade, die  außerhalb des Naturschutzgebietes im südlichen Teil des Großen Moores verlaufen. Es handelt sich um einen 12 km langen Fahrradweg und um einen 5 km langen Fußwanderweg. Es besteht daneben noch die Möglichkeit, das Gebiet per Moorbahn zu erkunden.

## Brände
Ein außer Kontrolle geratener Flächenbrand nahe dem Ortsteil Stüde am 8. August 1975 war Teil des Brandes in der Lüneburger Heide. Der Flurbrand breitete sich von Stüde schnell weiter aus und übersprang den Elbe-Seitenkanal, so dass das Große Moor in Brand geriet. Bereits am ersten Brandtag wurde ein Feuerwehrfahrzeug bei Neudorf-Platendorf von einer Feuerwalze überrollt. Zwei Feuerwehrmänner erlitten schwere Brandverletzungen. Gleichzeitig brachen in der Lüneburger Heide noch weitere Brände aus, die zu einer Brandkatastrophe führten und bundesweit in den Nachrichten präsent waren. Erst nach neun Tagen am 17. August 1975 waren die Feuer in den Wäldern gelöscht. Der Moorbrand im Großen Moor schwelte im Untergrund noch wochenlang weiter.
Während der Dürre und Hitze in Europa 2022 brach am 21. Juli 2022 auf vier Hektar Moor- und Waldflächen ein Brand aus. Die Löscharbeiten durch rund 300 Feuerwehrleute wurden von Löschhubschraubern der Bundespolizei mit Wasser aus dem Elbeseitenkanal unterstützt.

## Renaturierung
In den Jahren 2021 und 2022 führte der Niedersächsische Landesbetrieb für Wasserwirtschaft, Küsten- und Naturschutz (NLWKN) auf 200 Hektar im Naturschutzgebiet des Moores eine Hochmoor-Renaturierung durch. Zur Wiedervernässung erfolgten Erd- und Wasserbauarbeiten und es wurden Wälle auf rund sechs Kilometer Länge angelegt sowie ertüchtigt. Die ergiebigen Niederschläge vom Dezember 2023, die zum Weihnachtshochwasser 2023/2024 führten, füllten die angelegten Polder. Dabei diente das renaturierte Moor auch dem Hochwasserschutz.